# Pašman
Pašman (italijansko Pasmano) je ozek in razmeroma dolg hrvaški otok v Severni Dalmaciji. Leži južno od Ugljana, s katerim ga preko preliva Mali ždrelac povezuje krajši most. S površino 60,11 km² je 12. največji hrvaški otok in 2. med otoki Zadrskega otočja. S celino je povezan preko trajektne linije Biograd na Moru-Tkon. Upravnoteritorialno je otok razdeljen na občini Pašman in Tkon, ki sta del Zadrske županije.

## Geografija
Pašman leži južno od Zadra in jugovzhodno od otoka Ugljan, od katerega ga deli ozek, leta 1883 prekopan kanal Ždrelac. Otok ima površino 60 km². Od celine ga loči Pašmanski kanal, preko katerega je vsakodnevno s trajektno linijo Biograd - Tkon tudi povezan.
Otok je na zahodu grajen iz krednih apnencev, na vzhodu pa iz dolomita. Najvišji vrh na otoku je Bokolj, ki doseže višino 274 mnm. Zahodna obala je strma s številnimi zalivčki, zavarovanimi pred burjo. Na manj razčlenjeni in položnejši vzhodni obali se zvrstijo vsa otoška naselja.

#### Naselja
Vzdolž položnejše vzhodne obale se nahajajo vsa otoška naselja: Banj, Barotul, Dobropoljana, Kraj, Mrljane, Neviđane, Pašman, Tkon, Ugrinić in Ždrelac.

#### Vrhovi
Večina vrhov Pašmana ima zelo lep razgled, zlasti proti jugu, na otočje Kornatov. Vzdolž glavnega grebena otoka gre gorska cesta, po kateri tik pod vrhove ali prav nanje lahko pripeljemo tudi s kolesom.
- Veliki Bokolj, 274 m,
- Oštro, 254 m,
- Semica, 199 m,
- Straža, 180 m,
- Jakovljev vrh, 178 m,
- Mali Bokolj, 164 m,
- Cudonjin, 146 m,
- Martinjak, 139 m,
- Pustograd, 108 m,

## Prebivalstvo
Na otoku po podatkih iz popisa prebivalstva iz leta 2001 stalno živi 3100 prebivalcev.

## Gospodarstvo
Pašman, ki poznan po lepih peščenih plažah in borovih gozdovih in tipičnih otoških naseljih, ki pa vsa ležijo na vzhodni obali je poznan turistični otok. Prebivalci se poleg turizma ukvarjajo še z ribolovom in poljedelstvom. Od turistične ponudbe so tu poleg restavracij še turistične sobe, apartmaji, turistične hiše, penzioni in avtokampi.

## Zgodovina
Otok je neprekinjeno naseljen že iz prazgodovinskih časov, kar dokazujejo ilirski grobovi in arheološke najdbe iz rimskih časov, katere so našli na področju naselja Pašman. V zalivu Sv. Ante na jugozahodu otoka stoji romanska enoladijska cerkev. Od leta 1050 je bil otok v posesti biogradske škofije, od leta 1126 zadrske nadškofije. Na otoku je v naselju Kraj frančiškanski samostan sv. Dujma, na griču Ćokovac pa benediktinski samostan sv. Kuzme in Damjana.